# Eva Hoffman
Eva Hoffman (ur. 1 lipca 1945 w Krakowie) – polsko-amerykańska pisarka i historyczka żydowskiego pochodzenia.

## Życiorys
Urodziła się w Krakowie jako Ewa Wydra w rodzinie polskich Żydów ocalałych z Holocaustu. Tam ukończyła szkołę podstawową. W 1959 roku wraz z rodziną wyemigrowała do Kanady i następnie do Stanów Zjednoczonych. Po ukończeniu szkoły średniej studiowała kolejno na Rice University w Houston, Yale School of Music i Uniwersytecie Harvarda. Obecnie mieszka w Londynie.

## Wybrana twórczość
- 1995: Zagubione w przekładzie
- 2002: Tajemnica: przypowieść na nasze czasy
- 2001: Sztetl: świat Żydów polskich